# Herpetacanthus chalarostachyus
Herpetacanthus chalarostachyus är en akantusväxtart som beskrevs av Indriunas och Kameyama. Herpetacanthus chalarostachyus ingår i släktet Herpetacanthus och familjen akantusväxter. Inga underarter finns listade i Catalogue of Life.